# Waldemar Gurian
Waldemar Gurian (* 13. Februar 1902 in Sankt Petersburg, Russisches Kaiserreich; † 26. Mai 1954 in South Haven) war ein deutschamerikanischer Politikwissenschaftler und Publizist. Er gilt als einer der führenden Interpreten des politischen Katholizismus und als Theoretiker des Totalitarismus.

## Leben
Gurian, in St. Petersburg als Kind einer wohlhabenden jüdisch-armenischen Familie geboren, wanderte 1911, also noch vor Ausbruch des Ersten Weltkrieges, mit der Mutter und seinen Schwestern nach Berlin aus. Hier konvertierte er 1914 wie seine Mutter zum katholischen Glauben. 1916 wurde er in Düsseldorf Mitglied des zur katholischen Jugendbewegung zählenden Quickborn-Bundes.
Nach Studien in Köln, Breslau, München und Berlin wurde Gurian 21-jährig bei Max Scheler mit einer Arbeit über Die deutsche Jugendbewegung promoviert. Gurian wurde Redakteur bei der Kölnischen Volkszeitung, einem einflussreichen Blatt des katholischen Zentrums. Zudem begann er als freier Publizist Bücher über den Katholizismus zu veröffentlichen, wobei er sich neben dem französischen Katholizismus mit der Frage einer Versöhnung von Kirche und Demokratie beschäftigte. Zudem warnte er vor der Gefahr eines konservativen Nationalismus. 1928 erschien sein Buch über die politischen und sozialen Ideen des französischen Katholizismus. Große Aufmerksamkeit erhielt er jedoch erst drei Jahre später, als sein Buch über den Bolschewismus erschien. Hier leitete er das sowjetische System nicht von der marxistischen Theorie her, sondern begriff es als Ausprägung des „totalen Staates“. Diesem totalen System gegenüber habe die Kirche die Rolle einer „Arche Noah der gesellschaftlichen Freiheit“.
Gurian kennzeichnete das Gemeinsame von Bolschewismus und Faschismus, das er als „Totalitarismus“ auf den Begriff brachte. Zugleich zeigte er auch die Differenzen: „Denn der faschistische Staat ist lange nicht so total wie der bolschewistische. Denn das Konkordat beweist, daß er wenigstens theoretisch einen Bereich der Religion anerkennt, den inhaltlich zu bestimmen er nicht den Anspruch erhebt.“
Gurian entwickelte eine enge Bindung zu dem Staatsrechtler Carl Schmitt, die allerdings später über dessen Engagement für den Nationalsozialismus zerbrach (Gurian bezeichnete Schmitt nach dessen Rechtfertigung der Röhmmorde als „Kronjuristen des Dritten Reiches“). Gurian flüchtete 1934 nach der Mord-Aktion, von der er sich als exponierter Kritiker des Nationalsozialismus selbst bedroht sah, mit seiner Familie in die Schweiz. In Luzern gab er mit dem ebenfalls emigrierten Otto Michael Knab die Deutschen Briefe heraus, ein Informationsblatt über Kirchenkampf und Kirchenverfolgung. Gurian wollte die deutschen Bischöfe zum Widerstand gegen den Nationalsozialismus aufrufen. Zudem versuchte er mit dem ehemaligen Reichskanzler Joseph Wirth und dem Politologen und Historiker Karl Thieme, der 1934 zur katholischen Kirche konvertierte, gegen den Antisemitismus vorzugehen.
1937 emigrierte Gurian in die USA, wo er an der University of Notre Dame (Indiana) eine Anstellung erhielt. Hier begründete er 1939 die Zeitschrift Review of Politics, zu deren Mitarbeitern der ersten Stunde auch Hannah Arendt gehörte.

## Schriften (Auswahl)
- Die politischen und sozialen Ideen des französischen Katholizismus. 1789/1914. Volksvereins-Verlag, Mönchengladbach 1929.
- Der Bolschewismus. Einführung in Geschichte und Lehre. Herder, Freiburg (Breisgau) 1931.
- Der integrale Nationalismus in Frankreich. Charles Maurras und die Action Française. Vittorio Klostermann, Frankfurt 1931.
- (als Walter Gerhart) Um des Reiches Zukunft. Nationale Wiedergeburt oder politische Reaktion. Herder, Freiburg 1932.
- Entscheidung und Ordnung. Zu den Schriften von Carl Schmitt. In: Schweizerische Rundschau. Jg. 34, 1934/35, ZDB-ID 6467-1, S. 566–576.
- (als Paul Müller, Cologne) Zum Problem der Masse. Schweizerische Rundschau 34, 1934/35.
- Bolschewismus als Weltgefahr. Vita Nova Verlag, Luzern 1935.
- Lenins Methoden der Machteroberung im Jahre 1917. In: Werner Conze (Hrsg.): Deutschland und Europa. Historische Studien zur Völker- und Staatenordnung des Abendlandes. Festschrift für Hans Rothfels. Droste, Düsseldorf 1951, S. 271–291.
- als Herausgeber mit Matthew A. Fitzsimons: The Catholic Church in World Affairs. University of Notre Dame Press, Notre Dame IN 1954
- Totalitarianism as Political Religion. In: Carl J. Friedrich (Hrsg.): Totalitarianism (= Grosset’s Universal Library. Band 167, ZDB-ID 1432009-5). Grosset & Dunlap, New York NY 1964, S. 120–123, 125–129.
- Waldemar Gurian – Carl Schmitt. Briefwechsel 1924 bis 1932. Hrsg. von Ellen Thümmler u. Reinhard Mehring. In: Schmittiana, Neue Folge 1 (2011), S. 59–111.